# Ладого-Тихвинская группа говоров

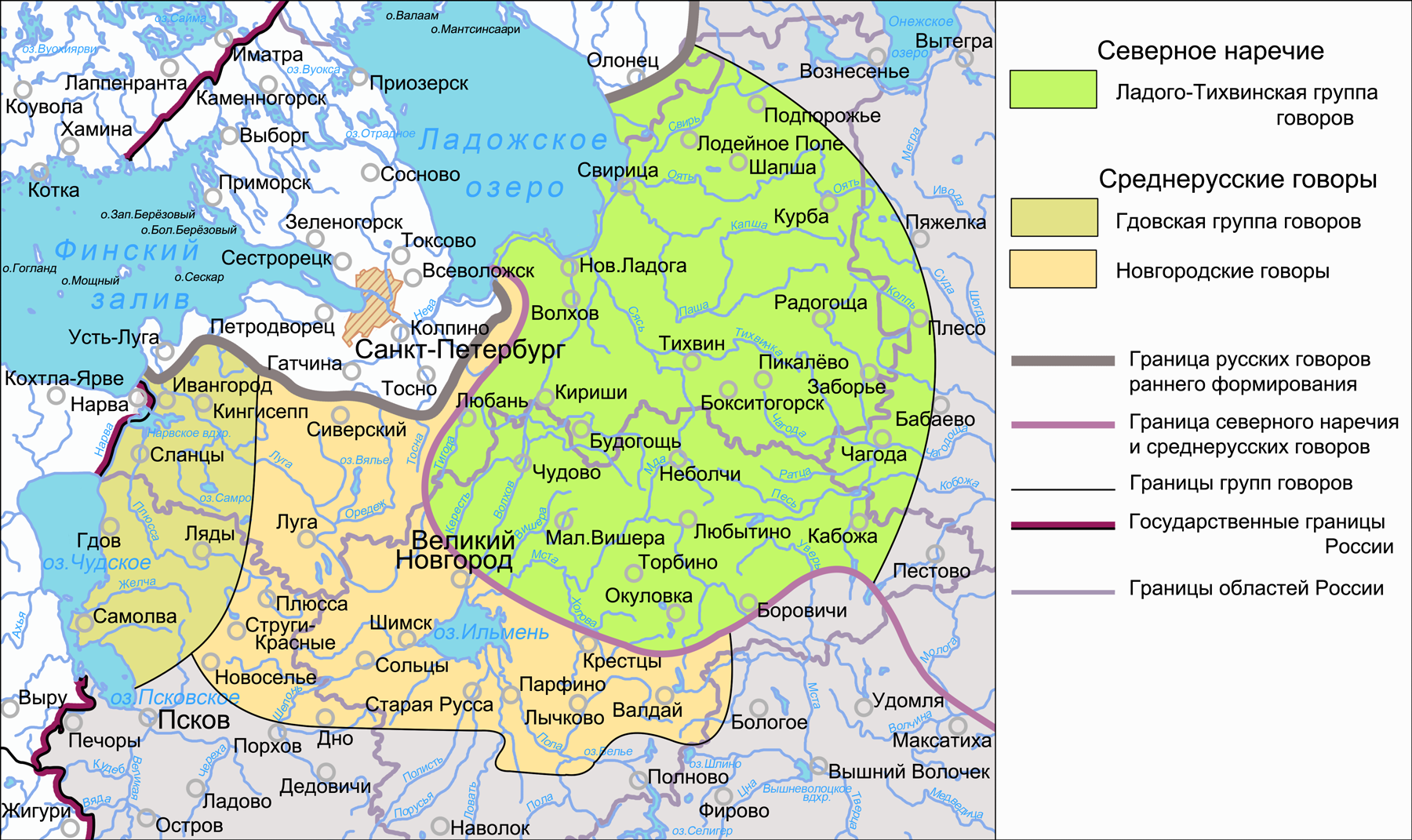
Ладого-Тихвинская группа говоров на карте диалектов русского языка северо-западного региона.

Ла́дого-Ти́хвинская гру́ппа го́воров — севернорусские говоры, распространённые на территории восточной части Ленинградской области и северной части Новгородской области.
Говоры Ладого-Тихвинской группы, разделяя все диалектные особенности севернорусского наречия, занимают внутри него обособленное положение. Ладого-тихвинские говоры, входящие в ареал северо-западной диалектной зоны, противопоставляются говорам Вологодской и Костромской групп с чертами северо-восточной диалектной зоны. В то же время ладого-тихвинские говоры сближаются с соседними с ними среднерусскими говорами: Новгородскими говорами и говорами Гдовской группы. Их объединяют языковые черты северо-западной диалектной зоны и общее происхождение от древненовгородского диалекта.

## Вопросы классификации
| Классификация: - Русский язык - Севернорусское наречие - Западные севернорусские говоры |

Ладого-Тихвинская группа говоров впервые была выделена в составе диалектов русского языка на диалектологической карте 1965 года, на карте 1915 года территория, занимаемая данными говорами, входила в состав Западной (или Новгородской) группы говоров (вместе с территориями Новгородских говоров и Гдовской группы говоров по карте 1965 года).
В современном диалектном членении русского языка Ладого-Тихвинская группа говоров отнесена к севернорусскому наречию, а говоры Гдовской группы и Новгородские говоры входят в состав западных среднерусских говоров, тем не менее все эти диалектные группы объединены общими чертами северной, западной и северо-западной диалектных зон и генетически связаны с древненовгородским диалектом.

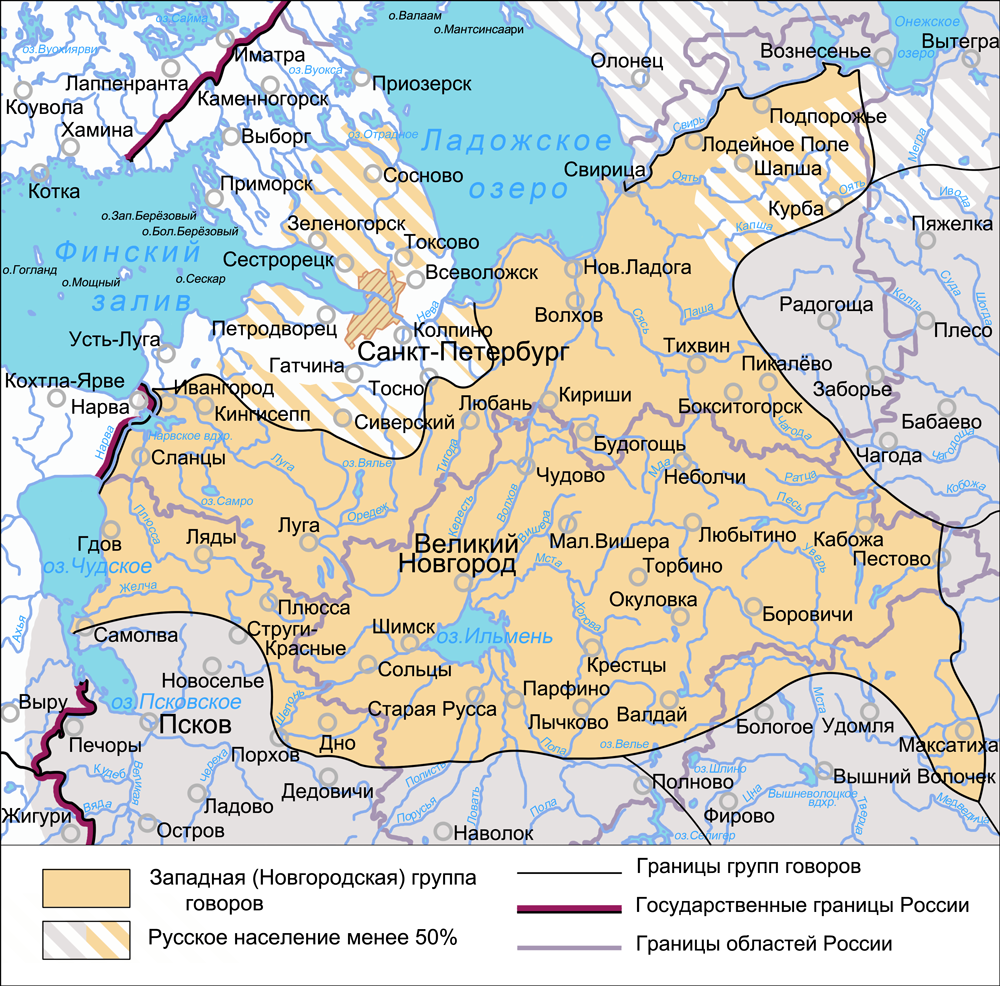
Западная (Новгородская) группа говоров, к которой на диалектологической карте 1915 года относились ладого-тихвинские говоры.

Наличие языковых черт западной и северо-западной диалектных зон, а также отсутствие на всей территории языковых черт северо-восточной диалектной зоны и на части территории языковых черт II пучка изоглосс северной диалектной зоны обособляют ладого-тихвинские говоры от остальных групп говоров севернорусского наречия.
Ладого-тихвинские диалектные черты встречаются в соседних с ними говорах: в межзональных говорах северного наречия, представляющих собой переходные говоры к восточному севернорусскому диалектному ареалу, а также в говорах Поморской группы и западных среднерусских окающих говорах.
Ладого-Тихвинская группа говоров не разделяется на подгруппы, но в ней могут быть отмечены некоторые различия говоров западной и восточной частей территории. В восточных ладого-тихвинских говорах распространены языковые черты II пучка изоглосс северной диалектной зоны, неизвестные на западе; представлены формы умы́л[си], умы́л[сы] из явлений юго-восточной диалектной зоны; шире распространены формы согласуемой постпозитивной частицы и произношение сочетаний согласных нн в соответствии сочетанию дн и др. В западных говорах распространены особенности вокализма первого предударного слога — произношение [е] или [и] в соответствии /а/; наиболее последовательно распространено употребление /j/ в основе в формах указательных местоимений; преобладает употребление обобщённой частицы то; представлены форма умы́л[с’а] и сочетание дн и др.
В структурно-типологической классификации русского языка Н. Н. Пшеничновой выделяются говоры Ладого-Тихвинского диалектного типа, близкие по территории Ладого-Тихвинской группе говоров. Они располагаются в центре территории говоров Новгородско-Ладожского типа третьего ранга, являющегося частью выделяемого на втором уровне Новгородского диалектного типа, который в свою очередь относится к говорам севернорусского типа.

## Область распространения
Ладого-Тихвинская группа говоров размещается в западной части территории распространения севернорусского наречия к юго-востоку от Ладожского озера в восточной части Ленинградской области, северной части Новгородской области и незначительной части крайне западных районов Вологодской области, пограничных с Ленинградской и Новгородской областями, с севера и северо-востока говоры Ладого-Тихвинской группы граничат с говорами Онежской группы и областями распространения карельского и вепсского языков, с востока с Белозерско-Бежецкими говорами, с юга с Селигеро-Торжковскими говорами, на юго-западе к ладого-тихвинским примыкают Новгородские говоры.

## История
Территория современных ладого-тихвинских говоров в Средние века являлась северо-восточной частью области распространения древненовгородского диалекта (ближайшей к его историческому центру в Приильменье), сменившего здесь языки прибалтийско-финского населения. Исторически ладого-тихвинские говоры вместе с близкими им Новгородскими говорами представляли собой одно диалектное объединение, отражая процесс развития собственно древненовгородских говоров. Позднее между говорами Приильменья и земель к северу и востоку от него в силу различных причин стали появляться расхождения. Основными из этих причин были такие, как утрата Новгородской республикой независимости в XV веке (говоры новгородской периферии стали развиваться без влияния койне Великого Новгорода) и перемещение русского населения в конце XV — начале XVI вв. в районе озера Ильмень. Результатом данных исторических событий стало формирование современной севернорусской Ладого-Тихвинской диалектной группы как однородной в языковом отношении и сохранившей больше древних новгородских черт, в то время как Новгородские говоры оказались более разрушенными, чем говоры к северо-востоку от Великого Новгорода, и представляют собой в настоящее время совокупность разнородных среднерусских говоров (разрозненное распространение мелких ареалов разнодиалектных черт).
Процесс формирования говоров Ладого-Тихвинской группы (территорию которой в меньшей степени затронули прямые перемещения населения) протекал в XV—XVIII вв. в тесных диалектных и языковых контактах с другими севернорусскими группами говоров и с финно-угорскими языками без влияния языка Новгорода, которое он оказывал до XV века. Результатом этого развития стали такие изменения, как переход от семифонемной к пятифонемной системе вокализма; завершение перехода [ĕ] в [и]; отсутствие перехода [а] в [е] как в других севернорусских говорах; формирование системы согласных фонем, парных по твёрдости-мягкости; переход от системы с губно-губным спирантом к системе с губно-зубными фонемами; формирование различения аффрикат и отвердение /ч/; сужение ареала распространения шепелявых свистящих и ареала [w] на месте /л/ в конце слога и слова; сохранение твёрдых губных в конце слова и др.

## Особенности говоров
Языковой комплекс Ладого-Тихвинской группы говоров составляют следующие диалектные явления:
Все севернорусские языковые черты, такие, как полное оканье; смычное образование звонкой задненёбной фонемы /г/ и её чередование с /к/ в конце слова и слога; отсутствие /j/ в интервокальном положении, явления ассимиляции и стяжения в сочетаниях гласных; сочетание мм в соответствии сочетанию бм; наличие у существительных женского рода с окончанием -а и твёрдой основой в форме родительного пад. ед. числа окончания -ы; общая форма существительных и прилагательных во мн. числе для дательного и творительного пад.; распространение слов о́зимь, о́зима (всходы ржи); ора́ть (пахать) наряду со словом паха́ть; зы́бка (подвешиваемая к потолку колыбель); ковш, ко́вшик; квашня́, квашо́нка; бре́зговать; сковоро́дник (приспособление для вынимания сковороды из печи); пого́да (в значении — плохая погода) и др.
Помимо севернорусских языковых черт, в языковой комплекс группы входят черты западной, северной и северо-западной диалектных зон (включая ряд явлений южной локализации), некоторые явления говоров центрального типа, а также явления, присущие именно для данной группы говоров:

### Местные диалектные черты Ладого-Тихвинской группы
Из специфических диалектных черт Ладого-Тихвинской группы говоров наиболее характерными и последовательно распространёнными являются ударный вокализм и вокализм первого предударного слога, остальные черты могут быть известны в говорах соседних диалектных объединений или распространены менее последовательно.

#### Фонетика
1. Ударный вокализм после мягких согласных, при котором в соответствии этимологическим /е/, /ĕ/, /а/ произносятся следующие гласные:
  - В положении перед твёрдыми согласными:
    - [о]: н’[о]с (нёс);
    - [и] (на юго-восточной территории Ладого-Тихвинской группы говоров возможно [ȇ],[ ͡ие]): б’[и́]лой (б’[ȇ]лой, б’[ ͡ие]лой) (белый)[30][31][32];
    - [а]: п’[а́]той (пятый);

  - В положении перед мягкими согласными:
    - [е]: д[е]н’ (день);
    - [и]: зв[и]р’ (зверь)[33][34][35];
    - [а]: п’[а]т’ (пять);

  - В следующих флексиях прослеживается отражение произношения [и] в соответствии /ĕ/:
    - В ударных и безударных формах дательного и предложного пад. существительных муж. рода с основой на твёрдый и мягкий согласные и ц: на стол[и́], в дȇл[и́], на кон[и́], на кра[и́], при отц[и́] и т. п.;
    - В форме дательного и предложного пад. личных и возвратных местоимений: мн[и], теб[и́], себ[и́];
    - В форме вопросительного местоимения где — гд[и];
    - В форме именительного пад. мн. числа указательного местоимения тот — ти (наряду с этой формой в ладого-тихвинских говорах также употребляется форма ты).

  - Произношение [и] в соответствии /ĕ/ во флексиях распространено также в западных среднерусских окающих говорах и в говорах Онежской группы.
2. Вокализм первого предударного слога после мягких согласных, при котором в соответствии этимологическим /е/, /ĕ/, /а/ произносятся следующие гласные:
  - В положении перед твёрдыми согласными:
    - [е] наряду с [о]: н’[е]су́ и н’[о]су́;
    - [и] (наряду с [е] на периферии территории ладого-тихвинских говоров): р’[и]ка́ (и р[е]ка́);
    - [а] (наряду с [е] в южной и западной частях территории Ладого-Тихвинской группы): пр’[а]ду́ (и пр[е]ду́ — в южной и западной частях территории группы);

  - В положении перед мягкими согласными:
    - [е] (реже [и]): н[е]си́ или н[и]си́;
    - [и] (реже [е]): в р[и]кȇ или в р[е]кȇ;
    - [а] (в южной и западной частях территории возможно [е] и [и]): пр’[а]ди́ (а также пр[е]ди́ или пр[и]ди́ — в южной и западной частях территории группы).
3. Полногласные формы сто́лоб, во́рог с ударением на первом гласном. Форма сто́лоб характерна для северо-западной диалектной зоны (и большей части западных среднерусских говоров) с ударением преимущественно на втором слоге: столо́б. Также данная форма встречается в восточных среднерусских говорах отдела В. Форма во́рог широко распространена в соседних Новгородских говорах[12].
4. Произношение предлога к как [т] или [д] перед звонкими и как [т] перед глухими взрывными согласными: [д] го́роду, [т] го́роду, [д] гу́сю; [т] попу́, [т] па́рню и т. п. Данное диалектное явление представлено на территории группы небольшими островными ареалами[36].

#### Морфология и синтаксис
1. Распространение глаголов 3-го лица без окончания: нес'[о́] (несёт), де́ла[йо] (делает), нес[у́] (несут), де́ла[йу] (делают) и т. п. Явление, характерное для северо-западной диалектной зоны (широко распространённое в говорах Онежской, Гдовской и Псковской групп), в ряде говоров Ладого-Тихвинской группы представлено в большинстве возможных случаев, в ед. и мн. числе у глаголов I и II спряжения в ударных и безударных окончаниях, за исключением формы мн. числа I спряжения с безударным окончанием: они па́шут (а не па́шу). Подобные формы глаголов за пределами северо-западной зоны встречаются также в Поморской группе говоров и в межзональных говорах Б южного наречия.
2. Употребление форм местоимения 3-го лица йон, йона́, йоны́, распространённых наряду с местоимениями он, она́, оны́. Данные формы, являющиеся характерной чертой западной диалектной зоны[5], также непоследовательно распространены в западных среднерусских окающих говорах. Местоимение оны́ за пределами западной диалектной зоны известно в говорах Поморской группы и в восточных среднерусских говорах отдела Б.
3. Употребление гласного [е] наряду с [о] у глаголов I спряжения в формах 3-го лица ед. числа и 1-го лица мн. числа: нес’[е́]т и нес’[о́]т, нес’[е́]м и нес’[о́]м и т. п.
4. Употребление форм согласуемой постпозитивной частицы в восточной части территории группы: в именительном пад. ед. числа мужского рода — от, женского рода — та, среднего рода — то; в винительном пад. ед. числа женского рода — ту, в именительном пад. мн. числа — ты. В западной части ладого-тихвинских говоров употребление обобщённой частицы то[37].
5. Наличие словоформы крестйа́ны в именительном пад. мн. числа как и в западных среднерусских окающих говорах и в говорах отдела В.
6. Местоимение 3-го лица ед. числа женского рода она в винительном пад.: йей (в северной части ладого-тихвинских говоров) и йейу́ (в южной части). Такие же формы местоимения известны в западных среднерусских окающих говорах[12].

#### Лексика
Распространение слов: пали́ца — валёк для выколачивания белья; омеши́ — сошники у сохи; косови́ще, косьёвище — деревянная часть косы. Слова пали́ца и омеши́ известны и в говорах Онежской группы.
В ладого-тихвинских говорах отмечается лексика прибалтийско-финского происхождения: ка́лика (брюква); коко́рка (ватрушка); ко́рба (сырое место, поросшее большими елями); ро́йки, роёк (лодка из двух скреплённых долблёных брёвен); ла́мка (низина в лесу) и др.

### Диалектные черты западной диалектной зоны
Территория Ладого-Тихвинской группы говоров входит в северную часть ареала западной диалектной зоны и разделяет её диалектные черты, включая:
1. Наличие /j/ в основе в формах указательных местоимений, распространённое не на всей территории группы: [та́йа] (та) — [ту́йу] (ту), [то́йе] (то), [ты́йи] (те)[39].
2. Образование существительных с суффиксом -ак: сêд[а́к] (седок), ход[а́к] (ходок) и т. п.[5]
3. Употребление деепричастий прошедшего времени в качестве сказуемого: по́езд ушо́вши и т. п.[40]
4. Распространение конструкции с предлогом с или з в случаях типа прие́хал з го́рода, вы́лез с я́мы в соответствии с предлогом из[5] и другие диалектные черты.

### Диалектные черты северной диалектной зоны
Ладого-тихвинские говоры разделяют диалектные черты северной диалектной зоны I пучка изоглосс полностью и II пучка изоглосс в восточной части территории, включая:
1. Произношение с мягкими согласными [н'] и [с'] прилагательных с суффиксами -ск-: же́[н']ский, ру́[с']ский и т. п.
2. Склонение существительного сосна с постоянным ударением на основе: со́сна, со́сны, со́сну, со́сне и т. д.
3. Употребление в восточной части территории группы именительного пад. существительных женского рода с окончанием -а в качестве прямого дополнения при инфинитиве: пошёл коси́ть трава́, копа́ть карто́шка и т. д.
4. Распространение слов: баско́й, ба́ский, баско́, баса́ (красивый, красиво, красота); жи́то[41] (ячмень); ципля́тница, ципляту́ха, ципляти́ха (наседка); мураши́ (муравьи)[12] и другие диалектные черты.

### Диалектные черты северо-западной диалектной зоны

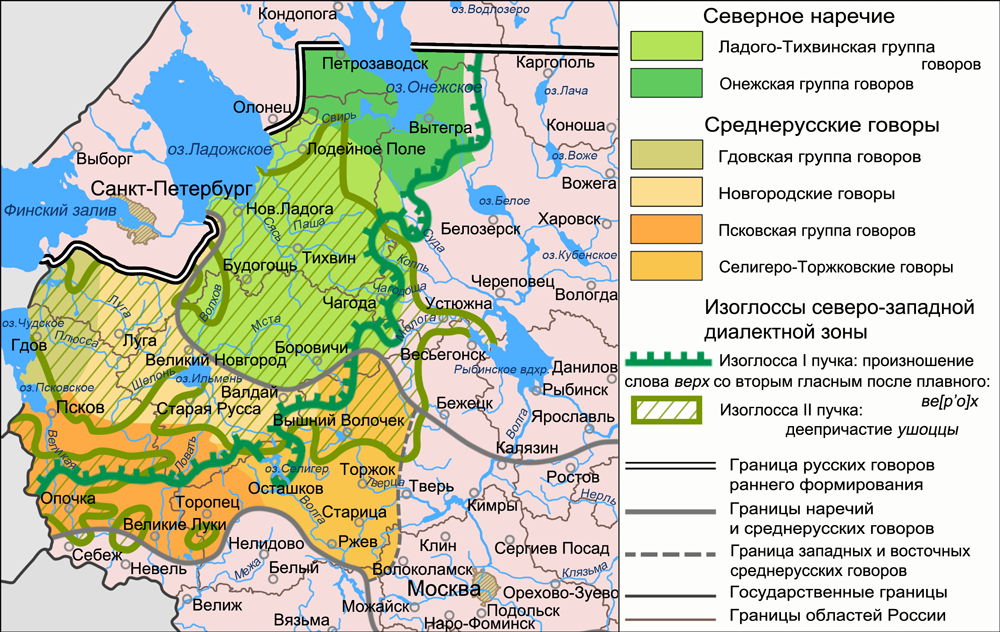
Ладого-Тихвинская группа говоров в пределах ареалов языковых явлений северо-западной диалектной зоны

Территория Ладого-Тихвинской группы говоров входит в ареал северо-западной диалектной зоны и разделяет диалектные черты I и II пучка изоглосс, включая:
1. Распространение форм дательного и предложного пад. ед. числа с окончанием -и (-ы) у существительных женского рода на -а с твёрдой и мягкой основой: к земл[и́], к жон[ы́], на рук[и́] и т. п.
2. Местоимение весь в именительном пад. мн. числа — вси.
3. Наличие перфектов: у меня́ воды́ прине́сено, у меня́ коро́ву подо́ено и т. п.[40]
4. Различение твёрдых звуков [ч] и [ц]: [чы]та́т’, [ча́]сто и т. п.[43][44][45][46]
5. Распространение слов: гора́зд, гора́зно (очень)[47]; позём (навоз); барка́н (морковь); таска́ть лён (теребить лён); пету́н (петух); изгоро́да (определённый род изгороди); при́уз, при́узь, при́узда[48] в значении цеп; лоньша́к, лоньши́на, лоша́к (жеребёнок по второму году); упря́жка (период работы без перерыва) и другие диалектные черты.

Среди диалектных черт, характерных для северо-западной диалектной зоны, непоследовательно распространено в Ладого-Тихвинской группе только произношение сочетаний согласных нн в соответствии сочетанию дн: [нн]о (дно), хо́ло[нн]о (холодно), ме́[нн]ый (медный) и т. п..
Из числа диалектных черт северо-западной зоны (распространённых большей частью в восточной части зоны) в ладого-тихвинских говорах отмечаются явления, связывающие эту зону с говорами южного наречия и юго-восточной диалектной зоны:
1. Наличие инфинитивов с суффиксом -т’ типа нес’т’ (нести), вез’т’ (везти), а также инфинитивов ити́т’, итти́т’ (идти).
2. Наличие инфинитивов с суффиксом -ч’: печ’, бере́ч’ и т. п.
3. Распространение таких форм глагола платить с ударным гласным /о/ как пло́тиш, пло́тит.
4. Распространение в восточной части территории группы форм глаголов c возвратной частицей -си (-сы) после согласного /л/: умы́л[си], умы́л[сы] и др.[12]

### Диалектные черты говоров центра и периферии
На территории Ладого-Тихвинской группы распространены некоторые явления, характерные для центральных говоров (как правило сходные с явлениями литературного языка): произношение губно-зубных спирантов [в] — [ф] ([в] чередующееся с [ф] в конце слова и слога: [в]ода́, пра́[ф]да, дро[ф] и т. п.); наличие форм дательного и предложного пад. ед. числа, различающихся по месту ударения: по гр’а́зи, в гр’ази́; распространение парадигмы глаголов настоящего времени с основой на задненёбный согласный с чередованием задненёбных и шипящих согласных: п’о[к]у́, пе[ч]о́ш, пе[к]у́т и т. д.; распространение слова корово́д с начальным [к] и другие диалектные черты.
Вместе с тем в ладого-тихвинских говорах преобладают явления периферийных говоров, такие, как твёрдое произношение долгих шипящих согласных [шш] и [жж]: и[шш]о́ (ещё), во́[жж]и и т. п.; произношение твёрдых губных согласных в соответствии мягким на конце слова: го́лу[п] (голубь), се[м] (семь) и другие диалектные черты.

### Диминутивное словообразование
Одной из отличительных черт Ладого-Тихвинской группы говоров является наличие в ней в сравнении с литературным языком большого числа существительных с суффиксами -к-, -ок / ек-, -ик-, -чик-, -ушк / юшк-, -ышк / ишк-, -ичк-, -очк / ечк-, -оньк / еньк-, -ошк-, -онк- и др.
Ладого-Тихвинская группа наряду с Псковской группой и Новгородскими говорами образует северо-западную территорию русских диалектов, в которой употребление диминутивов является наибольшим. Чаще всего представлены существительные с суффиксом -ушк-: ре́чушка, це́рквушка, по́люшко, со́лнушко, тра́вушка, сосе́душко, неве́стушка и мн. др.

## Говор деревни Вергиши
Фрагмент речи жителей деревни Вергиши Любытинского района Новгородской области, взятый из учебного пособия по русской диалектологии Т. И. Мочаловой:
Она́ тр’е́т’йим т’ело́ч’ком то́л’ко / коро́мнайа коро́ва / д’у́жайа // ишо́ и ко́ром у на́с йес' // л’у́д’и йе́с' // жыву́т // колхо́с н’и забыва́йут стару́х поздравл’а́т' // йона́ н’и бу́д’о никогда́ слобо́дна / опр’и́ч' выходно́во // оны́ сп’а́ // вот ужо́ ко́нч’а ф’со́ / дак пото́м и // у́ш што ран’н’о́ па́м’ит’ит' / йа спо́мн’у да и поруга́йус’и // мно́го л' спано́-то // и па́м’ат’ит' (вспоминать) н’и хо́тно // аш с’е́рцо жжа́н’о / как ра́н’н’о́-то спо́мн’иш // йа жы́вуч’и так и н’и была́ как тут нар’а́жена // п’а́т’еро роб’а́т / да ба́пка / да самы́х дво́йо / вот и йе́ш тут што хо́ш // с’ич’а́с у м’ин’а́ и бу́лоч’ка йе́с’т’и / и м’аска́ йе́с’т’и // ит’и́т' стр’о́кнут' коро́ва да попои́т' быч’ка́ // у м’ин’а́ коро́ва была́ пр’ида́н’ица / йа за́муш вы́шла / м’ин’е́ от’е́ц и да́л коро́ву //